# DTYMK
DTYMK (англ. Deoxythymidylate kinase) – білок, який кодується однойменним геном, розташованим у людей на короткому плечі 2-ї хромосоми.  Довжина поліпептидного ланцюга білка становить 212 амінокислот, а молекулярна маса — 23 819.
| 10         |  | 20         |  | 30         |  | 40         |  | 50         |
| ---------- |  | ---------- |  | ---------- |  | ---------- |  | ---------- |
| MAARRGALIV |  | LEGVDRAGKS |  | TQSRKLVEAL |  | CAAGHRAELL |  | RFPERSTEIG |
| KLLSSYLQKK |  | SDVEDHSVHL |  | LFSANRWEQV |  | PLIKEKLSQG |  | VTLVVDRYAF |
| SGVAFTGAKE |  | NFSLDWCKQP |  | DVGLPKPDLV |  | LFLQLQLADA |  | AKRGAFGHER |
| YENGAFQERA |  | LRCFHQLMKD |  | TTLNWKMVDA |  | SKSIEAVHED |  | IRVLSEDAIR |
| TATEKPLGEL |  | WK         |  |            |  |            |  |            |

A: Аланін

C: Цистеїн

D: Аспарагінова кислота

E: Глутамінова кислота

F: Фенілаланін

G: Гліцин

H: Гістидин

I: Ізолейцин

K: Лізин

L: Лейцин

M: Метіонін

N: Аспарагін

P: Пролін

Q: Глутамін

R: Аргінін

S: Серин

T: Треонін

V: Валін

W: Триптофан

Кодований геном білок за функціями належить до трансфераз, кіназ. 
Задіяний у таких біологічних процесах як ацетиляція, альтернативний сплайсинг. 
Білок має сайт для зв'язування з АТФ, нуклеотидами. 